# 盖·拉利伯特

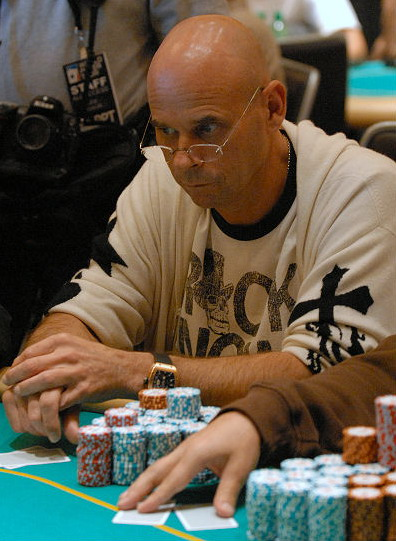
盖·拉利伯特

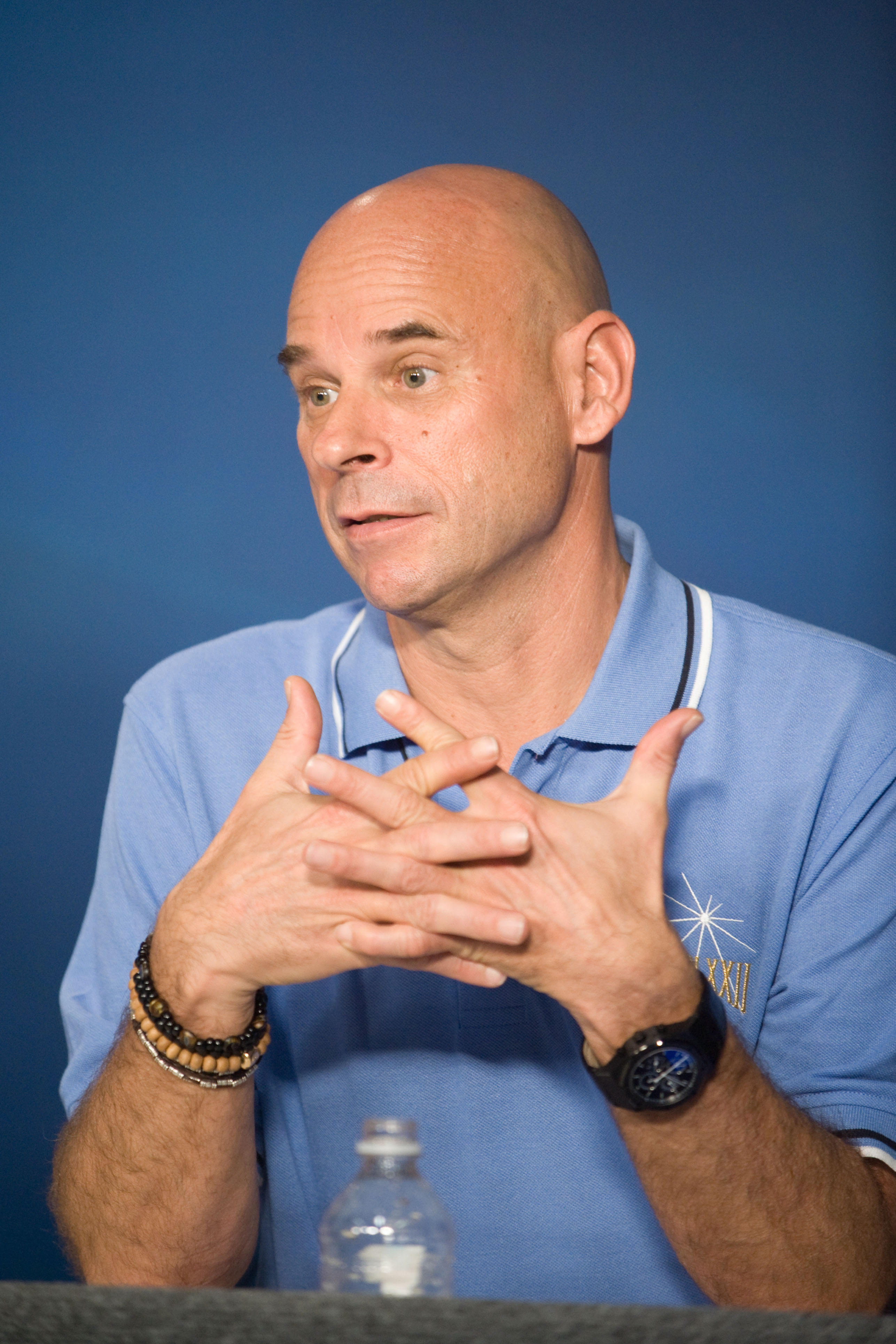
盖·拉利伯特

盖·拉利伯特OC，CQ（Guy Laliberté，1959年9月2日—），出生于加拿大魁北克省魁北克城，是太阳马戏团的创始人与首席执行官。拉利伯特从手风琴手、踩高跷和吞火做起，创建了他自己的综合世界各式马戏的马戏团。2006年，他拥有价值12亿美元的太阳马戏团的95%的股份，被评为安永年度企业家。
2009年9月他乘坐俄联盟号载人飞船登上国际空间站，成为世界上第七名太空游客。